# Takeshi Kimura
Takeshi Kimura (木村 武 Kimura Takeshi?, n. 4 februarie 1911, Prefectura Osaka, Japonia – d. ianuarie 1988) a fost un scenarist japonez care a scris scenariile mai multor filme ale studiourilor cinematografice Toho.

## Biografie
S-a născut la 4 februarie 1911. A lucrat o lungă perioadă ca scenarist la compania Toho, specializându-se în scrierea scenariilor științifico-fantastice, cu tonuri întunecate. El a scris scenariile mai multor filme ale regizorului Ishirō Honda, printre care Rodan, The Mysterians, Matango, Frankenstein vs. Baragon, The War of the Gargantuas, King Kong evadează și Destroy All Monsters. A fost membru al Partidului Comunist Japonez. Scenariile sale pentru filmele kaijū, care au inclus adesea teme politice, au fost puse frecvent în contrast cu scenariile scrise de Shinichi Sekizawa, care au tonuri mai puțin serioase și mai amuzante.
Kimura a considerat scenariul filmului Matango, regizat de Ishirō Honda, drept cea mai bună creație a lui, și a susținut că toate scenariile sale de la Frankenstein vs. Baragon înainte erau doar creații pe care le-a realizat pentru a-și îndeplini obligațiile contractuale. Începând din 1964 a scris sub pseudonimul „Kaoru Mabuchi” pentru a-și exprima desconsiderarea față de creațiile sale ulterioare. A ales numele „Kaoru” pentru a proiecta o imagine a anonimatului, deoarece acesta putea să fie atât un nume masculin, cât și unul feminin.
Kimura era cunoscut pentru atitudinea sa distantă și mohorâtă și s-a spus că nu a fost niciodată foarte apropiat de vreunul dintre angajații companiei Toho. A murit asfixiat în urma unei obstrucții a gâtului în ianuarie 1988, în apartamentul său din Tokyo.

## Filmografie
- 1954: Farewell Rabaul (さらばラバウル Saraba Rabauru?), regizat de Ishirō Honda[4]
- 1956: Rodan (Sora no daikaijū Radon), regizat de Ishirō Honda[4]
- 1956: Narazu-mono (ならず者?), regizat de Nobuo Aoyagi[5]
- 1957: Prisonnière des Martiens (地球防衛軍 Chikyū Bōeigun?), regizat de Ishirō Honda[4]
- 1957: L'Art du combat de Yagyu I (柳生武芸帳 Yagyū bugeichō?), regizat de Hiroshi Inagaki - în colaborare cu Inagaki și cu Tomoyuki Tanaka[6]
- 1958: L'Art du combat de Yagyu II (柳生武芸帳 双龍秘剣 Yagyū bugeichō : Sōryū hiken?), regizat de Hiroshi Inagaki - în colaborare cu Inagaki, Tomoyuki Tanaka și Takuhei Wakao[7]
- 1958: L'Homme H (美女と液体人間 Bijo to ekitai ningen?), regizat de Ishirō Honda[4]
- 1960: The Human Vapor (ガス人間第一号 Gasu ningen dai 1 gō?), regizat de Ishirō Honda[4]
- 1961: La Dernière Guerre de l'Apocalypse (Sekai daisenso), regizat de Shuei Matsubayashi[4]
- 1961: Récits du château d'Osaka (大阪城物語 Ōsaka-jō monogatari?), regizat de Hiroshi Inagaki - în colaborare cu Inagaki[8]
- 1962: Gorath (妖星ゴラス Yosei Gorasu?), regizat de Ishirō Honda[4]
- 1963: The Lost World of Sinbad (大盗賊 Daitōzoku?), regizat de Senkichi Taniguchi - în colaborare cu Shinichi Sekizawa[9]
- 1964: La Grande Tornade (士魂魔道 大龍巻 Shikon madō : Daitatsu maki?), regizat de Hiroshi Inagaki - în colaborare cu Inagaki[10]
- 1966: Les Aventures de Takla Makan (奇巌城の冒険 Kigan-jō no bōken?), regizat de Senkichi Taniguchi[11]
- 1967: King Kong evadează (Kingukongu no gyakushu), regizat de Ishirō Honda[12]

## Legături externe
- Takeshi Kimura la Internet Movie Database